# Falsignambia grandis
Falsignambia grandis là một loài bọ cánh cứng trong họ Bọ hung (Scarabaeidae).